# Colección de documentos inéditos para la historia de Chile

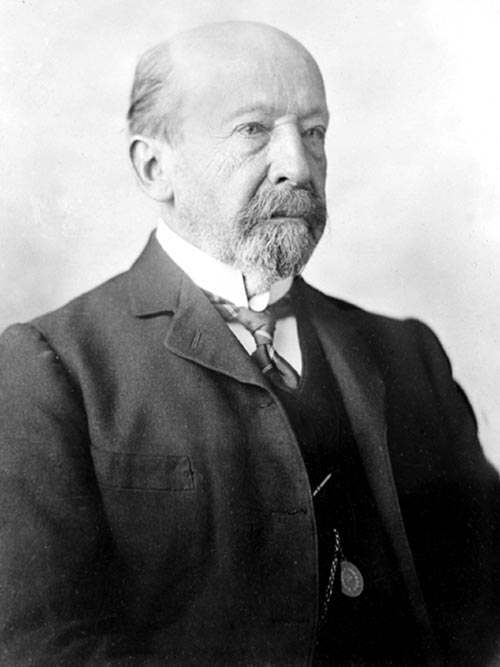
José Toribio Medina, el autor de la colección.

La Colección de documentos inéditos para la historia de Chile, desde el viaje de Magallanes hasta la Batalla de Maipú (1518-1818) colectados y publicados por J. T. Medina es una colección de 30 volúmenes que integra una serie de documentos históricos hasta el momento inéditos para el estudio de la historia de Chile, recolectados por José Toribio Medina.
La colección se publicó entre 1888 y 1902, y comprendían 105 documentos que correspondían a 83 tomos manuscritos, que había recolectado Medina a lo largo de sus investigaciones en archivos de Chile y el mundo. Para realizar la publicaron estableció su propia imprenta, Ercilla. Las agitaciones de la Guerra Civil de 1891 le impidieron continuar con su obra debiendo exiliarse. A su regreso en 1895 prosiguió la publicación hasta 1902, cuando se acabó la subvención estatal que se le venía entregando de hace tiempo, pues Medina no era acaudalado y apenas pudo imprimir los dos primeros tomos con patrimonio suyo.
El mérito de su obra es importantísima, pues sacó a la luz y desveló aspectos de la historia de su país, y representa una gran fuente de estudio para los historiadores del siglo XX. 
Al haber quedado muchos manuscritos sin publicar, el fondo histórico y bibliográfico José Toribio Medina, a partir de 1956, adicionó otros siete volúmenes a los 30 originales.

## Título de cada volumen
1. Magallanes y sus compañeros I
2. Magallanes y sus compañeros II
3. Expediciones de Jofré de Loaisa, Alcazaba, Mendoza, Camargo, etc
4. Diego de Almagro y sus compañeros I
5. Diego de Almagro y sus compañeros II
6. Diego de Almagro y sus compañeros III
7. Diego de Almagro y sus compañeros IV
8. Pedro de Valdivia y sus compañeros: I
9. Pedro de Valdivia y sus compañeros: II
10. Pedro de Valdivia y sus compañeros: III
11. Pedro de Valdivia y sus compañeros: IV
12. Pedro de Valdivia y sus compañeros: V
13. Pedro de Valdivia y sus compañeros: VI
14. Pedro de Valdivia y sus compañeros: VII
15. Pedro de Valdivia y sus compañeros: VIII
16. Pedro de Valdivia y sus compañeros: IX
17. Pedro de Valdivia y sus compañeros: X
18. Pedro de Valdivia y sus compañeros: XI
19. Pedro de Valdivia y sus compañeros: XII
20. Proceso de Villagra: I
21. Proceso de Villagra: II
22. Proceso de Villagra: III
23. Informaciones de servicios I
24. Informaciones de servicios II
25. Informaciones de servicios III
26. Informaciones de servicios IV
27. Informaciones de servicios V
28. Alderete y Hurtado de Mendoza
29. Francisco y Pedro de Villagra: I
30. Francisco y Pedro de Villagra: II